# Castillo de Quermançó
El castillo de Quermançó está situado a unos 2 km al norte de Vilajuiga (provincia de Gerona, Cataluña, España), sobre un monte alto de un risco, inaccesible por poniente y mediodía. Las demás vertientes tienen pendientes acentuadas. Es Bien de Interés Cultural desde 1988.

## Historia
El castillo fue posesión de los condes de Ampurias. Ponce I, que había instalado el archivo diplomático del condado en aquel castillo, por su testamento de 1078 dejó el castillo de Quermançó a sus hijos Hugo y Berenguer. De Dalmau Berenguer de Quermançó, documentado desde el 1099, que posiblemente era nieto de Ponce I de Ampurias, arranca el linaje de los vizcondes llamados después de Rocabertí.
El 1288 fue fugazmente ocupado por un ejército francés al servicio de Jaime II de Mallorca que invadió el Ampurdán.

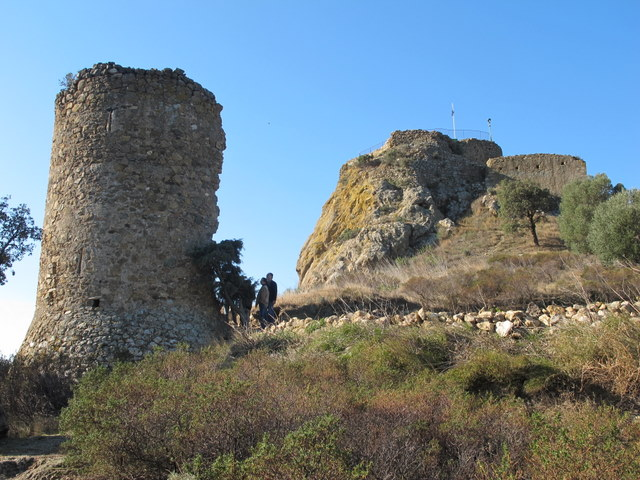
Castillo de Quermançó.